# Quan Thục Di
Quan Thục Di (giản thể: 关淑怡; phồn thể: 關淑怡; bính âm: Guān Shúyí, tiếng Anh: Shirley Kwan, sinh ngày 15 tháng 8 năm 1966) là một ca sĩ nổi tiếng trong dòng nhạc cantopop của Hồng Kông thập niên 90 thế kỷ 20. Sự nghiệp của bà gắn liền với các ca khúc nổi tiếng như "Bản tình ca mùa đông", "Tình như lá bay xa". Năm 2020, Quan Thục Di tuyên bố giải nghệ, kết thúc 30 năm sự nghiệp ca hát của mình.